# العلاقات الأسترالية النيوزيلندية
العلاقات الأسترالية النيوزيلندية، والتي يشار إليها أيضًا بالعلاقات عبر تسمان (العلاقات عبر بحر تسمان)، هي علاقات وثيقة ومهمة للغاية. يشترك البلدان بالتراث الاستعماري البريطاني كدومينيونتين متناظرتين جغرافيًا، ويُعد كلاهما جزءًا من الأنجلوسفير الأوسع. أرسلت نيوزيلندا ممثلين إلى الاتفاقيات الدستورية التي أدت إلى توحيد المستعمرات الأسترالية الست لكنها اختارت عدم الانضمام. حارب جنود نيوزيلندا إلى جانب الجنود الأستراليين في حرب البوير والحربين العالميتين. ألهمت اتفاقية التجارة الحرة المتمثلة بالعلاقات الاقتصادية الأوثق وأسلافها في السنوات الأخيرة التكامل الاقتصادي الدائم التقارب.
تملك ثقافات أستراليا ونيوزيلندا أيضًا مجموعاتها الخاصة من الاختلافات على الرغم من بعض أوجه التشابه المشتركة، وهناك أحيانًا اختلافات في الرأي أعلن عنها البعض على أنها أحد أعراض التنافس بين الأشقاء.غالبًا ما ركز هذا التنافس على الرياضة والتوترات التجارية والاقتصادية، مثل تلك التي نشات عن فشل خطوط آنسيت أستراليا الجوية، وتلك التي ولّدها الحظر الأسترالي القديم منذ فترة طويلة على واردات التفاح النيوزيلندية.
يُعد البلدان مَلكيتان دستوريتان وعالما كومنولث، وتشتركان في نفس الشخص مثل رئيس الدولة المستقل وصاحب السيادة، مع الديمقراطيات البرلمانية القائمة على نظام وستمنستر. تحدد حدودهما البرية الوحيدة النطاق الغربي لمنطقة روس والنطاق الشرقي للإقليم الأسترالي في القارة القطبية الجنوبية. يعترف البلدان بحدين بحريين متميزين مرسومين بشكل نهائي بموجب المعاهدة البحرية بين أستراليا ونيوزيلندا لعام 2004.
أظهر أحد استطلاعات الرأي الرئيسية الذي أجراه معهد لوي للسياسة الدولية في عام 2017 في أستراليا أن نيوزيلندا تُعتبر «أفضل صديق» لأستراليا، وهي مكانة كانت تشغلها الولايات المتحدة سابقًا. 

## الاتصالات عن بعد
كان أول كابل دولي ينزل على أرض نيوزيلندا هو ذلك الذي وُضِع في عام 1876 ومُدَّ من لا بيروز في نيوساوث ويلز إلى واكابواكا في نيوزيلندا. جُدِّد الجزء الأكبر من هذا الكابل في عام 1895، وسُحِب من الخدمة في عام 1932. وُضع كابل بحري ثان عبر بحر تسمان في 1890 بين سيدني وويلينغتون في نيوزيلندا، ومُدَّ كابل المحيط الهادئ من جزيرة نورفولك ووُضِع في خليج داوبتلس في الجزيرة الشمالية (نيوزيلندا) في عام 1901. مُدَّ كابل طوله 2270 كم من سيدني إلى أوكلاند في عام 1912.
أقامت الدولتان أيضًا اتصالاً عبر الكبل المحوري المغمور تحت سطح البحر في يوليو عام 1962، وكابل تسمان المشترك الذي وُضِع في عام 1975 بين مكتب بريد نيوزيلندا ولجنة الاتصالات عن بعد عبر البحار. سُحب الكابل بسبب تأثير وضع كابل بحري للإشارة التشابهية يربط شاطئ بوندي الأسترالي مع شاطئ تاكابونا في نيوزيلندا عبر جزيرة نورفولك في عام 1983، والذي استُكمل بدوره وبَطُل استخدامه في النهاية باستعمال كابل الألياف الضوئية الموضوع بين بادينغتون في نيوساوث ويلز ووينواباي في أوكلاند في عام 1995. 

## الدبلوماسية
تمتعت الدولتان وسلائفهما الاستعمارية بعلاقات دبلوماسية ودية متواصلة طوال فترة تعايشهما المشترك منذ بداية القرن التاسع عشر وحتى الوقت الحاضر؛ وهما دولتان عضوان مؤسستان ومستمرتان في الأمم المتحدة، وكانا في السابق أعضاءً مؤسسين في عصبة الأمم طوال الفترة المحددة حتى حلها. هناك درجة عالية من التشابه بين عضوية المنظمات الدولية في أستراليا والعضوية في نيوزيلندا. يوجد هناك تشابه كبير في عضويتهما المشاركة في المنظمات الدولية، ومشاركتهما كموقّعين على معاهدات مهمة متعددة الأطراف. يُعد البلدان عضوان منتسبان في عدد من الكتل التجارية المؤثرة، والمنتديات، والتحالفات العسكرية، وترتيبات المشاركة والتوافق التشغيلي، والاتحادات الإقليمية.
يُعد البلدان عضوان في منظمة التجارة العالمية، ومنتدى التعاون الاقتصادي لدول آسيا والمحيط الهادئ، والوكالة الدولية للطاقة الذرية، وقمة شرق آسيا، ومجلس التعاون الاقتصادي لمنطقة المحيط الهادئ، ومنتدى جزر المحيط الهادئ، ومنطقة التجارة الحرة بين دول الآسيان وأستراليا ونيوزيلندا، ومؤتمر نزع السلاح، والمحكمة الجنائية الدولية، ومنظمة حظر الأسلحة الكيميائية، ومنظمة الشرطة الجنائية الدولية، والمنظمة العالمية للملكية الفكرية، وصندوق النقد الدولي، ومجموعة البنك الدولي، والمبادرة العالمية لمكافحة الإرهاب النووي، ومجموعة كيرنز، والمبادرة الأمنية لمكافحة الانتشار، والمنظمة الهيدروغرافية الدولية، والمنظمة البحرية الدولية، والوكالة الدولية لصيد الحيتان، والمنظمة الدولية للهجرة، والسلطة الدولية لقاع البحار، والصندوق الدولي للتنمية الزراعية، ومنظمة التعاون الاقتصادي والتنمية، وخطة كولومبو، ومصرف التنمية الآسيوي، وأمانة جماعة المحيط الهادئ، وبرنامج البيئة الإقليمي لمنطقة المحيط الهادئ، والمنظمة العالمية لصحة الحيوان، وكلاهما مراقبان عرضيان لدول الآسيان.
وقع البلدان وصادقا على العهد الدولي الخاص بالحقوق المدنية والسياسية وبروتوكوله الاختياري الأول والبروتوكول الاختياري الثاني، واتفاقية مناهضة التعذيب، واتفاقية القضاء على جميع أشكال التمييز ضد المرأة وبروتوكولها الاختياري، واتفاقية لاهاي الأولى -مع انضمام أستراليا بشكل إضافي إلى اتفاقية لاهاي الثانية، واتفاقية الأمم المتحدة لحقوق الطفل، واتفاقية فيينا للعلاقات الدبلوماسية، واتفاقيات جنيف، ونظام معاهدة القارة القطبية الجنوبية، ومعاهدة الفضاء الخارجي، واتفاقية تخفيض حالات انعدام الجنسية، واتفاقية الإبادة الجماعية، ومعاهدة الحد من انتشار الأسلحة النووية، ومعاهدة حظر الأسلحة الكيميائية، ومعاهد حظر الأسلحة البيولوجية، ومعاهدة الحظر الشامل للتجارب النووية، ومعاهدة راروتونغا، ومعاهدة مكافحة التبغ، واتفاقية الأمم المتحدة لقانون البحار، واتفاقية الأمم المتحدة لمكافحة التصحر، واتفاقية برن، والاتفاقية العالمية لحقوق التأليف والنشر، واتفاق تريبس، وترتيب فاسينار، والاتفاقية الدولية للقضاء على جميع أشكال التمييز العنصري -مع قبول أستراليا بشكل إضافي لقدرة اللجنة على سماع الشكاوى الفردية، واتفاقية الأمم المتحدة الإطارية بشأن التغير المناخي، واتفاقية كيوتو، ومعاهدة أوتوا، واتفاق حماية طيور القطرس والنوء، واتفاقية حظر استخدام تقنيات التغيير في البيئة لأغراض عسكرية أو لأية أغراض عدائية أخرى، واتفاقية لندن، واتفاقية رامسار، واتفاقية باريس لحماية الملكية الصناعية، ومعاهدة التعاون بشأن براءات الاختراع، والاتفاقية الوحيدة للمخدرات، واتفاقية المؤثرات العقلية. صوت كلاهما ضد اعتماد الإعلان بشأن حقوق الشعوب الأصلية في الجمعية العامة للأمم المتحدة، ورفض كلاهما التوقيع على البروتوكول الاختياري لاتفاقية حقوق الأشخاص ذوي الإعاقة.
وقعت نيوزيلندا وصدقت على البروتوكول الاختياري لاتفاقية مناهضة التعذيب وغيره من ضروب المعاملة أو العقوبة القاسية أو اللاإنسانية أو المهينة؛ ووقعت أستراليا على البروتوكول الاختياري لكنها لم تصدق عليه. تُعد أستراليا، وليس نيوزيلندا، عضوًا في وكالة الطاقة النووية، واليونيدروا، وطرفًا في معاهدة قانون براءات الاختراع، ومعاهدة بودابست، واتفاقية المنظمة العالمية للملكية الفكرية بشأن حق المؤلف، واتفاقية التصنيف الدولي لبراءات الاختراع، والاتفاقية المتعلقة بوضع الأشخاص عديمي الجنسية، واتفاقية القمر. وقعت أستراليا وصدقت على اتفاقية حماية الفقمات في القارة القطبية الجنوبية، ولم تصدق نيوزيلندا عليها حتى عام 2003.
مارست الدولتان مع المملكة المتحدة الوصاية على ناورو بموجب اتفاقية جزيرة ناورو من عام 1923 حتى عام 1968. قبلت نيوزيلندا وصول بعض القوارب التي تحمل المهاجرين إلى أستراليا في الفترة من عام 2001 حتى عام 2007، وذلك من أجل التعامل مع الهجرة كجزء من حل المحيط الهادئ الذي يركز بشكل مختلف على مركز الاحتجاز المكلّف في جزيرة مانوس في بابوا غينيا الجديدة.
كان البلدان المشاركان الرئيسيان في بعثة المساعدة الإقليمية لجزر سليمان التي بدأت في عام 2003.
رفض رئيس الوزراء الأسترالي مالكولم تورنبول عرضًا قدمته نظيرته النيوزيلندية جاسيندا أرديرن في أوائل نوفمبر عام 2017، والذي تجسد بإعادة توطين 150 طالب للجوء من ناورو وجزيرة مانوس في نيوزيلندا على أساس سعي أستراليا حينها إلى صفقة إعادة توطين اللاجئين مع الولايات المتحدة. ادعى وزير الهجرة الأسترالي بيتر دوتون أيضًا أن عرض نيوزيلندا سيشجع المزيد من مهربي الأشخاص على السفر من نيوزيلندا إلى أستراليا. تزامن هذا العرض مع الجهود الأسترالية لإغلاق مركز التجهيز الإقليمي في مانوس. حذر داتون من أن عرض نيوزيلندا المقترح يمكن أن يضر بالعلاقات الثنائية بين البلدين. 

## مقارنة بين البلدين
هذه مقارنة عامة ومرجعية للدولتين:
| وجه المقارنة                                              | أستراليا                                   | نيوزيلندا                                              |
| --------------------------------------------------------- | ------------------------------------------ | ------------------------------------------------------ |
| المساحة (كم2)                                             | 7.69 مليون                                 | 268.02 ألف                                             |
| عدد السكان (نسمة)                                         | 24.51 مليون                                | 4.24 مليون                                             |
| الكثافة السكانية (ن./كم²)                                 | 3.19                                       | 15.82                                                  |
| العاصمة                                                   | كانبرا، ملبورن                             | ويلينغتون، أوكلاند                                     |
| اللغة الرسمية                                             | لغة إنجليزية                               | لغة إنجليزية، اللغة الماورية، لغة الإشارة النيوزيلندية |
| العملة                                                    | دولار أسترالي، جنيه إسترليني، جنيه أسترالي | دولار نيوزيلندي، الجنيه النيوزيلندي                    |
| الناتج المحلي الإجمالي (بليون دولار)                      | 1.32 تريليون                               | 205.85 مليار                                           |
| الناتج المحلي الإجمالي (تعادل القوة الشرائية) بليون دولار | 1.10 تريليون                               |                                                        |
| الناتج المحلي الإجمالي الاسمي للفرد دولار أمريكي          | 56.31 ألف                                  |                                                        |
| الناتج المحلي الإجمالي للفرد دولار أمريكي                 | 45.92 ألف                                  |                                                        |
| مؤشر التنمية البشرية                                      | 0.939                                      | 0.914                                                  |
| رمز المكالمات الدولي                                      | +61                                        | +64                                                    |
| رمز الإنترنت                                              | .au                                        | .nz                                                    |
| المنطقة الزمنية                                           |                                            | ت ع م+13:00، ت ع م+12:00                               |

## مدن متوأمة
في ما يلي قائمة باتفاقيات التوأمة بين مدن أسترالية ونيوزيلندية:
- ترتبط آرمدال مع ماسترتون [الإنجليزية]‏ باتفاقية توأمة.
- ترتبط Blacktown City Council [الإنجليزية]‏ مع بوريريوا [الإنجليزية]‏ باتفاقية توأمة.
- ترتبط City of Lake Macquarie [الإنجليزية]‏ مع روتوروا باتفاقية توأمة منذ 31 يوليو 1992.
- ترتبط بريزبان مع Auckland City [الإنجليزية]‏ باتفاقية توأمة منذ 7 مايو 1997.[25][25][25][25]
- ترتبط Deloraine, Tasmania [الإنجليزية]‏ مع هوكيتيكا [الإنجليزية]‏ باتفاقية توأمة.
- ترتبط كانبرا مع Wellington City  [لغات أخرى]‏ باتفاقية توأمة.[26]
- ترتبط سيدني مع Wellington City  [لغات أخرى]‏ باتفاقية توأمة منذ 16 سبتمبر 1980.[27]
- ترتبط أديلايد مع كرايستشرش باتفاقية توأمة.

## منظمات دولية مشتركة
يشترك البلدان في عضوية مجموعة من المنظمات الدولية، منها:
| علم المنظمة | اسم المنظمة                                      | تاريخ انضمام أستراليا | تاريخ انضمام نيوزيلندا |
| ----------- | ------------------------------------------------ | --------------------- | ---------------------- |
|             | Combined Communications-Electronics Board ‏       | ?                     | ?                      |
|             | منتدى آسيان الإقليمي ‏                            | ?                     | ?                      |
|             | البنك الدولي للإنشاء والتعمير                    | 5 أغسطس 1947          | 31 أغسطس 1961          |
|             | بنك التنمية الآسيوي                              | 1966                  | 1966                   |
|             | يونسكو                                           | 4 نوفمبر 1946         | 4 نوفمبر 1946          |
|             | برنامج التعاون التقني ‏                           | ?                     | ?                      |
|             | الاتحاد البريدي العالمي                          | ?                     | ?                      |
|             | سياتو                                            | ?                     | ?                      |
|             | الوكالة الدولية للطاقة                           | ?                     | ?                      |
|             | نظام تحكم تكنولوجيا القذائف                      | 1990                  | 1991                   |
|             | منظمة الشرطة الجنائية الدولية                    | ?                     | ?                      |
|             | الأمم المتحدة                                    | 1 نوفمبر 1945         | 24 أكتوبر 1945         |
|             | منتدى التعاون الاقتصادي لدول آسيا والمحيط الهادئ | 6 نوفمبر 1989         | 6 نوفمبر 1989          |
|             | مؤسسة التنمية الدولية                            | 24 سبتمبر 1960        | 1 أكتوبر 1974          |
|             | أنزوس                                            | ?                     | ?                      |
|             | ABCANZ Armies ‏                                   | ?                     | ?                      |
|             | المنظمة الهيدروغرافية الدولية                    | ?                     | ?                      |
|             | منظمة التجارة العالمية                           | ?                     | ?                      |
|             | وكالة ضمان الاستثمار متعدد الأطراف               | 10 فبراير 1999        | 22 أبريل 2008          |
|             | منظمة التعاون الاقتصادي والتنمية                 | ?                     | ?                      |
|             | دول الكومنولث                                    | ?                     | ?                      |
|             | مجموعة أستراليا                                  | 1985                  | 1985                   |
|             | AUSCANNZUKUS ‏                                    | ?                     | ?                      |
|             | مجموعة الموردين النوويين                         | ?                     | ?                      |
|             | Five Eyes Air Force Interoperability Council ‏    | ?                     | ?                      |
|             | مؤسسة التمويل الدولية                            | 20 يوليو 1956         | 31 أغسطس 1961          |
|             | الاتحاد الدولي للاتصالات                         | 27 مايو 1878          | 3 يونيو 1878           |
|             | ANZUK ‏                                           | ?                     | ?                      |
|             | الفريق المعني برصد الأرض                         | ?                     | ?                      |
|             | منظمة حظر الأسلحة الكيميائية                     | ?                     | ?                      |
|             | المركز الدولي لتسوية المنازعات الاستشارية        | 1 يونيو 1991          | 2 مايو 1980            |

## وصلات خارجية
- موقع وزارة الخارجية الأسترالية
- موقع وزارة الخارجية النيوزيلندية